# 밀루틴 쿠카냐츠
밀루틴 쿠카냐츠(세르보크로아트어: Milutin Kukanjac, Милутин Кукањац, 1935년 ~ 2002년 1월 16일)는 세르비아인 유고슬라비아 인민군(JNA)의 연대장으로 유고슬라비아 전쟁에 참전했다.

## 사라예보 포위전
쿠카냐츠는 1992년 3월부터 7월까지 사라예보 포위전 시기 지휘관이었다. 이후 쿠카냐츠의 유고슬라비아 인민군은 사라예보를 떠났다.
1992년 5월 3일 쿠카냐츠가 지휘한 군대는 후퇴 도중 사라예보의 도브로보랴츠카 거리에서 보스니아 헤르체고비나 공화국군(ARBiH)의 습격을 받아 6명이 사망했다.